# Death Certificate
Death Certificate (em português:  Certidão de óbito), é o segundo álbum de estúdio do rapper Ice Cube, lançado em 29 de outubro de 1991 pela Priority Records. O álbum foi altamente antecipado com mais de um milhão de pedidos avançados, e ganhou certificado de disco de platina em 20 de dezembro de 1991. O álbum estreou no número dois na Billboard 200 e em número 1 na Billboard R&B/Hip-Hop Albums com 105.000 cópias vendidas na primeira semana e acabou vendendo mais de 1.600.134 milhão de cópias. Também é muito controverso pelo fato de sua venda ser considerada ilegal no Estado do Oregon, devido as letras que lidam com assuntos ofensivos, como venda de drogas, racismo, direito de posse de armas de fogo e ataques ao seu ex-grupo, N.W.A. A MTV o listou como o oitavo melhor álbum de todos os tempos do hip hop.
Em 2003, a Priority Records re-lançou o álbum e acrescentou a faixa "How to Survive in South Central", da trilha sonora de Boyz n the Hood.

## Gravação
A gravação e composição de Death Certificate começou no início de 1991, e continuou durante quase o ano todo. Enquanto trabalhava no álbum, Ice Cube também estava envolvido em vários outros projetos, incluindo Make Way for the Motherlode de Yo-Yo, I Wish My Brother George Was Here, de seu primo caçula Del the Funky Homosapien, e talvez o mais importante, seu filme de estreia Boyz n the Hood, onde ele atuou ao lado de Cuba Gooding, Jr. e Laurence Fishburne. Assim como em AmeriKKKa's Most Wanted, Ice Cube estava bem ativo na produção do álbum, mas o som geral mudou. Ao contrário de AmeriKKKa's Most Wanted, que apresentou as batidas pesadas do The Bomb Squad, Death Certificate apresentou um som um pouco mais orientado da West Coast em comparação, com uso pesado de samples de Funk e Soul dos anos 70. A maioria das faixas também apresenta samples tirados de grupos como Zapp e Fishbone.

## Conteúdo
Enquanto produzia Death Certificate, Ice Cube se associou à Nação do Islã, que teve um grande impacto na maior parte do conteúdo do álbum. O álbum foi organizado com dois temas, e começa com a explicação de Cube: "O Lado Morte: o mero reflexo de onde estamos hoje, e "O Lado Vida": uma visão de onde precisamos ir." A primeira metade, portanto, é repleta de contos de tráfico de drogas, prostituição e violência, como se é esperado de um álbum de gangsta rap dos anos 90. A segunda metade, possui versos fortes e conscientizadores, uma mistura de gangsta rap com mensagens profundas.
Ambos os lados, no entanto, fornecem uma visão mais introspectiva e encorajadora que se encaixa com a concepção comum do gangsta rap. "A Bird In The Hand", do lado da morte, lamenta a vida de um jovem traficante que descobre que não há bom trabalho para alguém que possui pouca educação e incidentes criminais.
Do I have to sell me a whole lot of crack
For decent shelter and clothes on my back?
Or should I just wait for help from Bush?
Or Jesse Jackson and Operation PUSH?
Não há escassez de uma postura criminosa em "Black Korea" do lado da vida, que prega a rebelião e incêndio criminoso ao lado de empreendedorismo Negro como uma resposta à predominância das mercearias coreanas nos guetos dos Estados Unidos. A faixa foi vista como uma resposta à morte de Latasha Harlins, a garota Afro-Americana de 15 anos que tinha sido morta com um tiro na cabeça por uma proprietária coreana de uma loja em 16 de março de 1991 porque a dona da loja achou que Harlins estava tentando roubar um suco de laranja. Considerando que o lançamento da faixa incentivou os Distúrbios de Los Angeles, em que muitas das pessoas que foram alvo eram de ascendência coreana, Ice Cube foi acusado de incitar o racismo por parte de alguns críticos.
A faixa "Look Who's Burnin ", fala sobre os perigos das doenças sexualmente transmissíveis em bairros de baixa renda, enquanto "Alive on Arrival" conta a história de um jovem que apanhou no fogo cruzado de um tiroteio de gangues e sangra lentamente até a morte, enquanto está na sala de espera de um hospital. "Color Blind" prega a neutralidade e a fraternidade entre as gangues, como os Bloods e os Crips. O álbum é também famoso pelas faixas "True to the Game" e principalmente "No Vaseline", faixas viciantes que atacam os membros do N.W.A.
Ao contrário de outros álbuns de Ice Cube, Death Certificate não foi lançado em uma versão censurada. Porém, as faixas "Steady Mobbin'," "True To The Game," e "Givin' Up The Nappy Dug Out," foram gravadas em versões limpas e lançadas para o rádio.

## Recepção
| Críticas profissionais | Críticas profissionais |
| Avaliações da crítica  | Avaliações da crítica  |
| Fonte                  | Avaliação              |
| ---------------------- | ---------------------- |
| Allmusic               | [ 7 ]                  |
| The Austin Chronicle   | [ 8 ]                  |
| Robert Christgau       | (C+)                   |
| Entertainment Weekly   | (A-)                   |
| Los Angeles Times      | (favorável)            |
| The New York Times     | (favorável)            |
| Rolling Stone          | (mista) (1991)         |
| Rolling Stone          | (1992)                 |
| Rolling Stone          | (2004)                 |
| The Source             | [ 16 ]                 |
| Spin                   | (10/10)                |
| The Washington Post    | (favorável)            |
| "Robert Christgau"     | (C+)                   |

Death Certificate recebeu uma magra produção de meros $18.000, e nenhum de seus singles recebeu muito airplay, embora os dois singles do álbum, "Steady Mobbin" e "True to the Game", possuem um vídeo-clipe cada.

### Crítica
Allmusic chama Death Certificate de "ainda mais pesado e raivoso do que AmeriKKKa's Most Wanted ...  E continua com idéias nítidas e parece inabalável na vida urbana contemporânea enquanto que sua estréia solo é apenas inusitado, em suma, é incondicional, sem qualquer postura gangsta". Eles também o chamam de funkadélico, barulhento e musicalmente mais eficaz do que AmeriKKKa's Most Wanted."
- Crítica: Recomendado "...banhado na adrenalina do funk...integra a política vitrólica com o bruto conhecimento das ruas...atinge quase um sentido George Clinton de loucura comemorativa..." - Spin (1/92, p. 72)

### Aclamações
- Número 8 na MTV's Greatest Hip-Hop Albums of All Time em 2005[6]
- Incluido na lista The Source's 100 Best Rap Albums em 1998[20]
- Número 17 na lista The Source's  The Critic's Top 100 Black Music Album's of All Time em 2006[21]
- Número 13 na lista About.com's 100 Greatest Hip-Hip Albums em 2008[22]
- Número 5 na lista Ego Trip's  Hip Hop's 25 Greatest Albums by Year 1980-98 em 1999[23]
- Número 20 na lista Dance De Lux's 25 Best Hip-Hop Records em 2001[23]

- Número 16 na lista The Village Voice's Best Albums of the Year em 1991[23]
- Número 37 na lista New Music Express's Best Albums of the Year em 1991[23]
- Incluido na Vibe's 100 Essential Albums of the 20th Century em 1999[23]
- Incluido na Rhapsody's list of the top "coke rap" albums of all time em 2010.[24]

### Controvérsia
Em 1992, como resultado da controvérsia do álbum, o estado do Oregon declarou qualquer exibição da imagem de Ice Cube em lojas de varejo ilegal. Este banimento também incluiu comerciais da cerveja St. Ides, que Ice Cube apoiava na época. No Reino Unido, devido as leis contra incitamento racial, foram removidas as faixas Black Korea e No Vaseline. Na edição de setembro de 2006 da FHM, Ice Cube afirmou em uma entrevista que ele não se arrepende das declarações polêmicas feitas no álbum. Quanto à ofensa causada aos coreanos, ele disse: "Se ainda há um problema, é problema deles."

## Lista das faixas
- as faixas 1-11 são creditadas como "The Death Side" e as faixas 12-20 são creditadas como "The Life Side."
- A faixa  "How to Survive in South Central" do filme Os Donos da Rua aparece como uma faixa bônus em versões remasterizadas.

| #  | Título                        | Cantor(es)                                                     | Produtor(es)        | Samples | Duração |
| -- | ----------------------------- | -------------------------------------------------------------- | ------------------- | --- | ------- |
| 1  | "The Funeral"                 | *Intro*                                                        | Sir Jinx            | | 1:37    |
| 2  | "The Wrong Nigga to Fuck Wit" | Ice Cube                                                       | Ice Cube, Sir Jinx  | - Thief (motion picture) - "Flash Light" by Parliament - "The Payback" by James Brown - "Good Ole Music" by Funkadelic - "You Can't Fade Me" by Ice Cube - Gary Busey in Predator 2 (motion picture) - "My Fantasy" by Guy | 2:48    |
| 3  | "My Summer Vacation"          | Ice Cube                                                       | Boogiemen, Ice Cube | - "Atomic Dog" by George Clinton - "So Ruff, So Tuff" by Zapp & Roger - "The Drive-By" by Ice Cube | 3:56    |
| 4  | "Steady Mobbin'"              | Ice Cube                                                       | Boogiemen, Ice Cube | - "Deep" by Parliament - "Love Amnesia" by Parlet - "After the Dance" by Marvin Gaye - "Reach Out" by Average White Band - "Sir Nose D'Voidoffunk" by Parliament - "Theme from The Black Hole" by Parliament - "If It Ain't Ruff" by N.W.A | 4:10    |
| 5  | "Robin Lench"                 | *interlude*                                                    | Boogiemen, Sir Jinx | | 1:13    |
| 6  | "Givin' Up the Nappy Dug Out" | Ice Cube                                                       | Boogiemen, Ice Cube | - "Do it Roger" by Roger Troutman - "Mr. Wiggles" by Parliament - "Jimmy" by Boogie Down Productions - "Smooth Criminal" by Michael Jackson - "Hip-Hug-Her" by Booker T. & the MG's - "I'll Take You There" by The Staple Singers - "Impeach the President" by The Honey Drippers - "No Damn Good" by Big Daddy Kane - "Fencewalk" by Mandrill                                                                                             | 4:15    |
| 7  | "Look Who's Burnin'"          | Ice Cube                                                       | Ice Cube, Sir Jinx  | - "The Freeze (Sizzaleenmean)" by Parliament - "Lyin' Ass Bitch" by Fishbone - "The Very Long Fuse" by Disney - "Jimmy" by Boogie Down Productions - "More Bounce to the Ounce" by Zapp - "Go See the Doctor" by Kool Moe Dee - "Sister Sanctified" by Stanley Turrentine - "Claudine" by Gladys Knight & the Pips - "Burning Love Breakdown" by Peter Brown - "La Di Da Di" by Doug E. Fresh & Slick Rick - "A Bitch Iz A Bitch" by N.W.A | 3:53    |
| 8  | "A Bird in the Hand"          | Ice Cube                                                       | Boogiemen, Ice Cube | - "Chains and Things" by B. B. King - "Take Some. . . Leave Some" by James Brown - "Bop Gun (Endangered Species)" by Parliament - "Don't Change Your Love" by The Five Stairsteps - "Big Bang Theory" by George Clinton | 2:17    |
| 9  | "Man's Best Friend"           | Ice Cube                                                       | Boogiemen, Ice Cube | - "Flash Light" by Parliament - "Atomic Dog" by George Clinton - "Sir Nose D'voidofunk" by Parliament | 2:06    |
| 10 | "Alive on Arrival"            | Ice Cube                                                       | Boogiemen, Ice Cube | - "Fame" by David Bowie - "The Big Bang Theory" by Parliament - "Hot (I Need to Be Love, Love Loved)" by James Brown | 3:11    |
| 11 | "Death"                       | Khalid Muhammad                                                | Ice Cube            | - "A Funky Song" by Ripple | 1:03    |
| 12 | "The Birth"                   | Khalid Muhammad                                                | Ice Cube, Sir Jinx  | - "Long Red" (Live) by Mountain - "Mystique Blues" by The Crusaders - "Hard Times" by Baby Huey | 1:21    |
| 13 | "I Wanna Kill Sam"            | Ice Cube                                                       | Ice Cube, Sir Jinx  | - "Chocolate City" by Parliament - "One Of Those Funky Things" by Parliament - "Funky President" by James Brown - "Rock Creek Park" by The Blackbyrds - "Cold Chillin' in the Spot" by Jazzy Jay - "Take Me to the Mardi Gras" by Bob James - "Commotion" by Creedence Clearwater Revival - "Hot Pants...I'm Coming" by Bobby Byrd | 3:22    |
| 14 | "Horny Lil' Devil"            | Ice Cube                                                       | Boogiemen, Ice Cube | - "Don't Call Me Nigger, Whitey" by Sly & the Family Stone - "Funky President" by James Brown - "Please, Please, Please" by James Brown - "Pot Belly" by Lou Donaldson - "Cheesy Rat Blues" by LL Cool J - Excerpt from the film Do The Right Thing | 3:42    |
| 15 | "Black Korea"                 | Ice Cube                                                       | Ice Cube, Sir Jinx  | - Excerpt from the film Do The Right Thing | 0:46    |
| 16 | "True to the Game"            | Ice Cube                                                       | Ice Cube, Sir Jinx  | - "Reach for It" by George Duke - "Outstanding" by The Gap Band - "You Can Make It if You Try" by Sly & the Family Stone | 4:10    |
| 17 | "Color Blind"                 | Ice Cube, Deadly Threat, Kam, The Madd Circle, King Tee, J-Dee | Boogiemen, Ice Cube | - "Pungee" by The Meters - "Opus Pocus" by Jaco Pastorius | 4:29    |
| 18 | "Doing Dumb Shit"             | Ice Cube                                                       | Boogiemen, Ice Cube | - "Cosmic Slop" by Funkadelic - "Funkentelechy" by Parliament - "I Don't Know What This World Is Coming To" by Wattstax | 3:45    |
| 19 | "Us"                          | Ice Cube                                                       | Ice Cube, Sir Jinx  | - "Gamin' on Ya!" by Parliament - "Synthetic Substitution" by Melvin Bliss | 3:43    |
| 20 | "No Vaseline"                 | Ice Cube                                                       | Ice Cube, Sir Jinx  | - "Dazz" by Brick - "Vapors" by Biz Markie - "Atomic Dog" by Parliament - "Hit by a Car" by Eddie Murphy - "Turn off the Radio" by Ice Cube - "It's My Thing" by Marva Whitney - "To Da Break of Dawn" by LL Cool J - "Dopeman" by N.W.A - "8 Ball" by N.W.A - "Message to B.A." by N.W.A. - "Prelude" by N.W.A | 5:15    |

## Créditos
| - Ice Cube - performista, produtor, produtor executivo, mixador - Khalid Muhammad - performista - Deadly Threat - performista - Kam - performista - The Madd Circle - performista - King Tee - performista - J-Dee - performista - Sir Jinx - produtor, mixador - Boogie Men - produtor | - Bob Morse - engenheiro, mixador - Frank Macek - engenheiro, mixador - Mr. Stoker - engenheiro - DJ Pooh - mixador - Daryll Dobson - mixador - Bernie Grundman - masterização de áudio - Brian Gardner - masterização de áudio - Mario Castellanos - fotografia - Kevin Hosmann - direção e arte |

## Posição nas paradas

### Álbum
| Ano  | Álbum             | Posição       | Posição                |
| Ano  | Álbum             | Billboard 200 | Top R&B/Hip Hop Albums |
| 1991 | Death Certificate | #2            | #1                     |

### Singles
| Ano  | Single           | Posição           | Posição                          | Posição         | Posição |
| Ano  | Single           | Billboard Hot 100 | Hot R&B/Hip-Hop Singles & Tracks | Hot Rap Singles |         |
| 1991 | "Steady Mobbin'" | —                 | #30                              | #3              |         |